# 长齿青兰
长齿青兰（学名：Dracocephalum hookeri）为唇形科青兰属下的一个种。

## 扩展阅读
- 維基物種上的相關：长齿青兰